# Sceloporus aeneus
Sceloporus aeneus este o specie de șopârle din genul Sceloporus, familia Phrynosomatidae, descrisă de Arend Friedrich August Wiegmann în anul 1828. A fost clasificată de IUCN ca specie cu risc scăzut. Conform Catalogue of Life specia Sceloporus aeneus nu are subspecii cunoscute.